# Monumentul funerar Liviu Rebreanu
Monumentul funerar Liviu Rebreanu se află în Cimitirul Șerban Vodă - Bellu din București, la figura 6. 
Alături de mormântul simplu al lui Liviu Rebreanu se află  „Monumentul funerar Liviu Rebreanu”. Pe un soclu din piatră înalt de cca 1,50 metri este așezat bustul din piatră al scriitorului. Pe soclu sunt scrise câteva cuvinte din romanul „Ion”:
„... Ion încet, cucernic, fără să-și dea seama, se lăsă în genunchi, își coborî fruntea și-și lipi buzele cu voluptate pe pământul ud.
Șiʼn sărutarea aceasta grăbită simți un fior rece, amețitor...”
Monumentul este înscris în Lista monumentelor istorice 2010 din Municipiul București (cod LMI B-IV-m-A-20118.139).